# 黎明
黎明，SBS，MH（1966年12月11日—），男，出生於北京，香港歌手及演員，年幼時隨家人移民香港，中學時期曾到英國留學，及至19歲參加《第五屆新秀歌唱大賽》獲得銅獎後開始從事演藝工作。1990年，黎明出道成為歌手並推出首張音樂專輯，自1992年開始被譽為「香港四大天王」之一，及至1999年宣佈不再接觸香港樂壇的頒獎禮，以投入更多時間發展音樂和電影事業，其後於2002年憑電影《三更之回家》獲得金馬獎最佳男主角。黎明歷年來參與過不同類型的慈善及公益活動，他在1994年接受聯合國兒童基金會的委任，成為全球首個華人國際愛心大使，翌年晉升為國際青年特使，曾創下慈善活動受惠人數最多的健力士世界紀錄，現為香港公益金名譽副會長。黎明於1998年獲選為香港十大傑出青年，而香港特別行政區政府曾三度向他授勳，以表彰他對慈善公益作出的貢獻。

## 個人背景
黎明於1966年12月11日在北京出生，祖籍廣東省梅縣，是一名獨生子，其父黎新生是印尼歸國華僑，其母是北方人，黎明母親有意為他取名「捷」，但黎新生認為「明」的讀音較響亮，因此取名「黎明」。當時中國發生文化大革命，歸國華僑遭到批鬥，黎明年幼時居於北京的羊肉胡同，與外婆一起生活，他年約四歲時隨家人移民到英屬香港，持有香港身份證明書，屬無國籍人士，及至1997年香港回歸後取得中國籍身份。黎明曾就讀於香港漢文師範同學會附屬學校，小學畢業後升讀萃華英文書院，15歲時父親安排他獨自到英國倫敦留學，就讀於私立寄宿學校Christ's College，他因不滿該校的校風、學習環境及體罰制度而自行退學，轉讀Kingsway College，其後因天氣寒冷導致鼻子出現健康問題而返回香港。黎明回到香港後，曾任職電話推銷員及汽車經紀，亦曾於1985年客串演出電影，並修讀藝員訓練班，及至1986年透過《新秀歌唱大賽》加入演藝界，入行初期仍兼任推銷員，替父親銷售流動電話。1980年代尾至1990年代初，黎明先後與藝人胡楓及商人張黃小清結為誼父母，男助手彭靄泉（子泉）是黎明在求學時期認識的朋友，自1992年至今一直協助他處理工作及私人事務。黎明的前妻樂基兒是他唯一的配偶，二人於2008年註冊結婚，及至2012年解除婚姻關係。2018年，黎明在社交平台發布親生女兒出生的訊息，承認自己是其生父。

## 音樂事業

### 出道歷程
黎明於1985年在亞洲電視藝員訓練班跟音樂導師韋秀嫻學唱歌，韋秀嫻其後提名他參加1986年第五屆新秀歌唱大賽並選擇蔡楓華的《絕對空虛》為參賽歌曲，當時評判之一的林燕妮認為黎明的觀眾緣好、可塑性大，因此給他高分數。黎明從四千多名參賽者中獲得銅獎，並與華星娛樂有限公司（下稱「華星」）簽訂經理人合約，他在拍攝電視劇《男兒本色》時經林俊賢介紹認識歌唱老師戴思聰，後來透過戴蘊慧向戴思聰提出請教。戴思聰認為黎明外型好，只要提高歌唱實力，必是可造之才，因此答應給黎明安排時間上課，向他傳授樂理知識及歌唱發聲技巧，及至1988年，音樂監製黎小田把一首作品交給戴思聰，讓黎明練習，黎明因表現未如理想而不受華星重視。華星曾經安排黎明到酒廊唱歌，以及主唱電視劇歌曲，但沒有為他出唱片，黎明的好友鄭萬橋因此曾資助港幣20萬元，給黎明灌錄唱片，但黎明在與華星有合約的前提下私自製作唱片，存在違約風險，加上缺乏宣傳資金，灌錄唱片的計劃因此擱置。戴思聰曾經推薦黎明給新藝寶唱片，但不獲錄用，他其後替黎明向寶麗金唱片公司（下稱「寶麗金」）爭取試音機會，時任寶麗金監製向雪懷認為黎明雖然未必是唱得最好的一個，但形象吸引，而他的母語是國語，唱國語歌有天份，寶麗金考慮了「公司有沒有這個類型的歌手」、「有沒有方向和資源去捧他」、「向國語歌壇發展」等因素後，於1989年4月與黎明簽訂歌手合約。
|                                        | 在社會人情的洪流中，用我師者的權威，借着我的優勢，擁着我的資源，對着黎明，傾出我所有的奉獻，我要為他拼搏一鋪！ |
| ——戴思聰在其著作《星河回憶錄》中的言論 | |

### 樂壇新貴
1990年7月6日，黎明的首張個人專輯《Leon》，在出版當天已達到金唱片銷量（二萬五千張），他憑此專輯獲得香港三大電子傳媒機構（香港電台、商業電台、電視廣播有限公司）的新人獎。1991年，黎明先後推出四張專輯，他在年初推出的《親近你》錄得十萬張以上的銷量記錄，歌曲〈如果這是情〉是他的熱門作品之一，而隨後推出的《是愛、是緣》銷量超過二十萬張，是該年度的IFPI香港唱片銷量大獎「全年最高銷量大碟」，歌曲〈對不起，我愛你〉登上香港三大電子傳媒機構的音樂流行榜冠軍。同年7月，黎明在台灣推出他的首張國語專輯，憑主打歌〈今夜妳會不會來〉首次獲得金曲龍虎榜冠軍。黎明其後參與演出《忘我大匯演》，在完成演出並離開會場後，獲贊助港幣50萬元額外再唱一曲，他在匆忙回到現場兼毫無準備的情況下演唱走音，事件令輿論對黎明的批評達至高峰，亦曲線推高了他的人氣，詞曲作家黃霑以學術角度分析黎明走音事件，他認為黎明是可造之才，只是受到當時的環境所影響而失手。同年11月，黎明發行第四張粵語專輯《我的感覺》，並以筆名「天濛光」首次創作歌曲。1992年，香港樂壇開始形成「四大天王」的流行文化現象，黎明被視為該現象的代表人物之一，並於同年10月首次在香港體育館（紅館）舉行個人演唱會。
|                                            | 黎明的外形最好，他如果做歌手肯定特別討女歌迷的喜歡。希望他能有專人來指導，多在乎些包裝，並且苦練唱歌技巧。 |
| ——張國榮以前輩身份於1992年評論「四大天王」 | |

### 持續發展
1993年，黎明演出電訊廣告兼主唱廣告歌〈夏日傾情〉，學者朱耀偉研究認為，此作品尤其受到女性喜愛，將黎明的音樂事業推向新高峰。黎明在該年度獲選為勁歌金曲頒獎典禮最受歡迎男歌星，由曾經當面讚賞他的張國榮頒授獎項，他認為這次獲獎有很大鼓勵作用，是他的事業新開始。翌年，廣告商進一步投放資源製作歌曲〈那有一天不想你〉，造成流行效果，黎明憑此作品獲得多個獎項，事業發展更上一層樓。1995年，廣告商以同樣的音樂班底製作歌曲〈一生最愛就是你〉，此歌曲被香港商業電台的《樂人谷》節目主持作出劣評並引發樂評爭議，而黎明於該年推出的專輯亦未有新突破，唱片公司因此計劃在原有的唱片班底加入新的音樂人才。同年，黎明首次在韓國推出專輯，由此打入當地市場，另一方面，黎明到北京中國音樂學院跟金鐵霖學習樂理、古典音樂和發聲技巧，為年底舉行的演唱會及未來的歌曲創作做準備。1996年，黎明的經理人陳善之經填詞人潘源良介紹認識雷頌德，雷頌德其後加盟黎明的音樂團隊，〈情深說話未曾講〉是他們首次合作的作品，此歌曲推出後隨即登上多個電台的流行榜冠軍，黎明和雷頌德後來被視為樂壇中的最佳拍檔之一。1997年，黎明與寶麗金的合約尚有一年便屆滿，他把合約事宜交由陳善之全權斟洽。
|                                            | 很多事情的發生，背後彷彿有千般理由，但我和黎明其實好簡單，知道這裡不能再發展下去，順理成章就要離開，當時寶麗金沒有做什麼事令我們不開心，我也沒理會唱片公司將資源投放在哪個身上，只是感覺是時候（轉會）了，好似個蘋果爛掉，自然就會丟掉一樣。 |
| ——陳善之在其著作中講述黎明離開寶麗金的原因 | |

### 加盟新力
黎明決定不與寶麗金續約後，打算另覓有充足資源讓他發展的公司，陳善之遂透過他的日本朋友向新力唱片轉達此信息，日本新力知悉後聯絡美國總部，時任總裁Tommy Mottola指示亞太區總裁約見黎明，並邀請東南亞各地頭目到香港出席會議。新力唱片根據黎明的要求擬定計劃書，拉攏他加盟，雙方在發展計劃、酬金等達成協議後，於1998年3月23日簽訂合約。1998年5月，黎明推出專輯《我這樣愛你》，該專輯在香港取得約十八萬張銷量，而他主唱的韓語版歌曲〈我這樣愛你〉登上了SBS電視台的音樂龍虎榜第4位，成為首個在韓國音樂流行榜獲得前十名的香港歌手。1999年，黎明首次執導，為自己的歌曲〈酸〉拍攝音樂短片，他的專輯《如果可以再見你》、《Leon Now》、《眼睛想旅行》在1999年度同時登上全年唱片銷量排行榜前十名，且包攬了冠軍和亞軍。同年12月12日，黎明宣佈不再接觸香港的樂壇頒獎禮活動，以便投入更多時間做好音樂及電影工作（詳見黎明退出香港樂壇頒獎禮事件）。2000年，黎明與雷頌德一起製作專輯《北京站》，該專輯以電子音樂舞曲為主，黎明帶雷頌德到韓國觀摩當地的夜店，尋找創作靈感，該專輯的歌曲成為當年香港的流行電音舞曲。
|                                                   | 由今日開始，我黎明不參與所有香港樂壇頒獎禮，亦不會領獎，頒獎禮也不會接觸；雖然這樣，但我仍然會支持樂壇，接受大家的鼓勵，同時做好本份。 |
| ——黎明於《Go Ahead Leon Live 99》演唱會發表的言論 | |

### 自組公司
黎明轉投新力唱片時，已有自立門戶的念頭，陳善之認為是大勢所趨，當時唱片業正步向困境，而新力唱片屬國際集團，香港分公司難以自主，欠缺靈活性，變相停滯不前，他們先與香港新力商討另闢衞星公司的可能性，其後與寰亞音樂創辦人林建岳商討上述事宜，並於2004年7月28日合作成立東亞唱片製作有限公司（A Music）。黎明希望自組公司後能做到「有新嘗試」、「發展更大空間」、「發掘熱愛音樂的新人」，他在同年9月推出專輯《Leon Dawn》，創下近五年來HMV最佳銷量成績。2005年，黎明覺得自己是時候在音樂方面做些改變，因此邀請李宗盛擔任概念專輯《一個故事》的監製，以緩慢而內斂的方式讓黎明作出改變。黎明除了發掘和提攜有歌唱潛質的人成為歌手，亦作出新嘗試，包括推出手機應用程式「樂Loop」；成立製作公司Player One，從事演唱會製作、售票等，曾舉辦大型戶外音樂節；與新進音樂單位合作創辦樂隊Gingerbread；與其他歌手在音樂領域上合作；以新唱法重新演繹自己的歌曲等。黎明表示作為音樂從業員，要推廣音樂，並鼓勵同業一起把音樂做好，他認為是香港養大了自己；是廣東歌造就了他的發展機會，因此他對廣東歌的情誼比國語歌多，並表示在有生之年會在能力範圍內不讓廣東歌沒落。

### 演唱會
自1990年代起，黎明會不定期舉行演唱會，包括香港本地的演唱會、世界巡迴演唱會、跨年演唱會、戶外音樂節及慈善音樂會等，並參與設計概念、選曲、演出編排等籌備工作，他認為演唱會的口碑比場數重要，作為歌手應做好本份，不應為了挑戰場數而顧此失彼，並表示每個演唱會都是他生命中的回憶及事業的里程碑，每次演出都有很多不同的經歷，與觀眾在不同的地方見面，他會把這些經歷記在自己的腦海中。黎明是首個以實名制售票的香港歌手，他的演唱會甚少邀請嘉賓助陣，亦不設Encore環節，在製作方面時常涉及高昂的支出，用於舞台設計、燈光、視覺及音響效果的費用甚至超出原來的預算，黎明對此曾表示個人演唱會最重要是好製作、有誠意，既然音樂是他所熱愛，就要做到令自己和觀眾都滿意，不會讓觀眾覺得他只是為了賺錢而舉行演唱會。

### 派台歌曲成績
自1990年開始，唱片公司為黎明推出新作品的時候，會將主打歌製成樣本唱片，派發給媒體作宣傳用途，這些歌曲在行內稱為「派台歌」。1991年，黎明主唱的歌曲〈對不起我愛你〉在香港當時的三大音樂流行榜（叱咤樂壇流行榜 、中文歌曲龍虎榜、勁歌金榜）獲得冠軍，他在1991年至1994年間推出了15張音樂專輯，其中9首歌曲獲得三台排行榜冠軍。1994年，新城勁爆流行榜正式設立，在香港形成四大電子媒體（「四台」）的局面，歌曲〈那有一天不想你〉是黎明的第1首「四台冠軍歌」，其後於1996年推出的歌曲〈情深說話未曾講〉在上述的四個音樂流行榜共獲得10星期冠軍，成為他上榜週數最多的歌曲作品。

## 演藝事業

### 入行過程
1985年，18歲的黎明從英國回到香港，他曾經參加無綫電視藝員訓練班的考試及香港電台「夏日樂逍遙」的新人面試，後來在「碧泉發掘新星」勝出，憑此客串演出電影《我願意》，他亦曾在街上遇見製片人黃華麒，獲邀請在電影《豬仔出更》擔任臨時演員，首次以受薪形式演出。同年，黎明獲亞洲電視藝員訓練班錄取，修讀為期一年的課程，每三個月考試一次，評論指曾在英國留學的黎明不精於人情世故，沒有奉承訓練班的導師，導致未能通過第三次考試而被辭退。1986年，黎明參加《新秀歌唱大賽》，作為加入演藝界的途徑，初賽評審之一的陳善之認為黎明「外形好、身形靚，有一種沉澱的光芒」，值得讓他在電視、電影界發展，而決賽評判之一的黎小田認為黎明有藝員潛質，可在藝員方面發展。黎明得獎後簽約華星及電視廣播有限公司（下稱「無綫電視」），被調入話劇組，由華星的經理人部門負責人李進替他尋找演出機會，在成為正式演員之前曾在節目製作人陳善之的安排下參與配音工作。

### 早年經歷
1986年中後期，黎明獲挑選以第二男主角身份演出電視劇《男兒本色》，由此認識編劇賈偉南，他們其後在多部電視劇合作，其中單元劇《母與子》是黎明首次擔任主角的作品。黎明被安排演出電視劇錄影帶，作品於東南亞地區發行，使他在當地打開知名度，另一方面，黎明與電影公司簽約拍電影，當中《四千金》是他認為有較多機會發揮演技的作品。1988年，黎明獲監製梅小青發掘，得以調離錄影帶劇組，更獲起用擔任電視劇主角。1989年，黎明演出《晉文公傳奇》，他因為生病、遲到等緣故，被該劇導演指其工作態度欠佳而遭到無綫電視雪藏，成為他事業上的一個黑暗期。黎明被雪藏期間，在華星的安排下到台灣演出電視劇《風雲時代》，引起當地觀眾注意，且獲邀請演出其他電視劇，另一方面，賈偉南向無綫電視戲劇組推薦黎明演出《回到未嫁時》，曾一度遭到管理層反對，其後終獲批准。

### 嶄露頭角

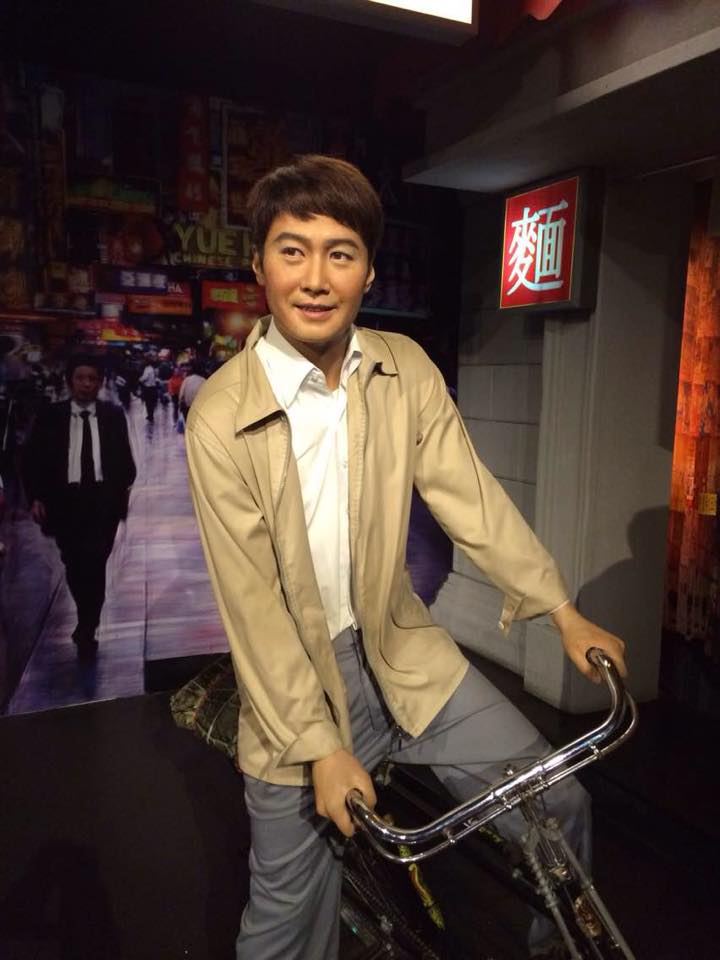
香港杜莎夫人蠟像館以黎小軍的角色造型為黎明塑造蠟像並於2006年開始展出

黎明於1990年初回到香港發展演藝事業，他以主角身份演出的電視劇《人在邊緣》和《今生無悔》分別獲得1990年度及1991年度的收視冠軍，及至1994年演畢《阿Sir早晨》後逐漸淡出電視圈，他演出的作品及角色在多年後被視為經典。1990年代初，黎明在香港樂壇及電視圈打開了知名度，片酬亦較以往增加，不少電影公司主動邀請他簽長約，黎明認為自己是影壇新人，會嚴格挑選合適的電影劇本，以自由身接拍電影有更大的選擇空間，因此未有與電影公司簽長約，他在1991年與不同的電影公司簽下七八部片約，以歌唱事業為主，拍電影為次。在1994年至1995年間，由黎明擔任主角的《都市情緣》及《墮落天使》在韓國上映並獲得理想的票房成績，其中《墮落天使》是他首次以主角身份在海外國際電影節參展的電影。1996年，黎明應邀演出陳可辛執導的電影《甜蜜蜜》，以自然、優雅及內歛的方式演繹黎小軍一角，演出表現獲得觀眾和影評人認同，被視為經典的電影角色之一，並首次獲提名香港電影金像獎最佳男主角，惟最終未能獲獎，有觀眾更為此而去信報館表達不滿，認為黎明是遭到香港電影業界的排斥而落選。評論指黎明從這個時期開始，對人物感情的表達及揣摩角色的能力逐漸提升，從事電影導演、編劇兼作家的何言認為此電影是黎明的演藝事業分水嶺，黎明由此發展出屬於自己的道路。1999年12月，黎明宣佈退出香港樂壇頒獎禮，騰出更多時間發展電影事業。

### 戲路風格
黎明自1986年成為演員至今，曾演出不同時代背景的電視劇集，扮演不同性格的人物，而他早年的電影角色常以青春帥氣為賣點，演繹方式較為表面，電影工作者魏君子認為黎明在1990年代中期開始，對角色定位及演技有一定掌握，能在多部電影中演繹出經典的角色，然而大眾對他的印象仍然停留在帥氣偶像時期，因此他在1990年代的影壇發展並未獲得評論界認可。黎明表示由演出《墮落天使》及《甜蜜蜜》開始懂得演戲，亦學習享受演戲的過程，而上述兩部電影讓黎明在韓國市場打開知名度，並於2000年獲當地電影公司邀請擔任《天士夢》男主角，以韓語對白演出，成為首名主演韓國電影的香港演員。2002年，黎明在《三更之回家》扮演中醫師，演繹內心戲，當時36歲的黎明憑此電影獲得金馬獎最佳男主角，並打破當年香港電影在泰國的票房紀錄。2008年，黎明反串演出《梅蘭芳》，為配合角色造型而增肥，並向前輩討教，務求把角色的輪廓、情緒演繹出來，評論認為他表現專業，對角色所用的心思及自我要求較以往提高。2009年，黎明在《十月圍城》和《火龍》同樣是飾演不修邊幅的角色，並親自演出高難度動作，外界認為他放下了偶像包袱，多樣性的角色演繹有助他發展電影事業。

### 幕後工作
2003年，黎明參與投資電影《大城小事》，並擔任該片的創作總監及男主角，其後於2006年投資逾千萬元港幣，自導自演音樂電影《緣邀知音》。2010年，黎明成立「百仕活影視製作有限公司」，除了參與影視投資，亦有意培育新晉的導演和演員，他希望有意投身導演事業的年輕人，有更多創作資源及發揮創意的機會。2014年，黎明首次執導，開拍電影《搶紅》，參與劇本創作、演員選角等幕後工作，他憑此電影獲得「2017年度大本鐘獎之金獨角獸獎電影類」的最受推崇新導演獎，外界一方面認為黎明這次執導的電影，未能取得理想的票房成績，另一方面則認為是黎明在影壇發展的新嘗試。自2013年起，黎明應邀擔任香港影視娛樂博覽的「影視娛樂大使」，協助推廣香港的影視娛樂行業，他認為影視娛樂是多元化創作，需要新人加入創作，並表示希望不斷有新人加入這個行業，製作更多多元化娛樂給觀眾，將作品帶到世界各地。

## 社會公益
黎明在中學時期曾參與賣旗籌款、百萬行等公益活動，他的慈善服務領域在加入演藝界後進一步擴大，除了以藝人身份在籌款節目表演，亦從決策層面推動慈善活動。1990年，黎明的父親患上腸癌，必須動三次手術，黎明當時向上天許願，如果父親能夠康復，他將努力做善事，幫助不幸的人。黎明其後在父親康復後履行做善事的承諾，每年抽空參與公益活動，另一個促使黎明行善的原因，是他童年時父母離異，且經常被託兒所老師責罰及打罵，因此選擇多幫助兒童，避免兒童受到不公平對待。1990年代初，黎明獲不同機構邀請擔任慈善節目表演嘉賓，他在演出過程中了解到各慈善機構的背景和宗旨，認為很多慈善團體都需要幫助，而在時間不足的情況下，只能選擇自己想做的事。
自1993年起，黎明分別與聯合國兒童基金會及香港公益金展開長期合作關係，他認為聯合國在處理善款方面十分謹慎和執著，確保善款能幫助有需要者，而香港公益金的撥款層面廣泛，能惠及全香港眾多福利機構。1994年1月，黎明獲委任為「國際愛心大使」，一年後晉升為全球首名華人「國際青年特使」，他曾參與多項聯合國兒童基金會的大型籌款計劃，包括為八千多萬名中國大陸兒童籌款購買小兒麻痺症疫苗，因而獲列入慈善活動受益人數最多的健力士世界紀錄，並曾多次以特使身份到訪世界各國的落後地區及災區，遠至盧旺達與新疆亦親往視察，紀錄當地情況，透過圖片展覽和電視節目傳播到世界各地，喚起各界關注。黎明的知名度引起香港公益金注意，早年慣常邀請他出席籌款活動，及後雙方接觸增加，合作模式亦邁進另一層次，他在1999年獲邀請出任籌募委員會委員，參與策劃募捐活動的工作，並代表香港公益金宣傳各項活動，其後於2005年獲委任為董事會成員，從決策層面推動機構的活動。黎明表示做善事是看個人的能力及時間，不會為做善事而做善事，他認為在幫助別人的過程中自己也有得益，例如學會如何開會編排一件事情、學懂珍惜生命、明白知識的重要性等。
|                                        | 能夠參與慈善活動，幫助社會有需要的人是一種緣份。 |
| ——黎明對自己獲頒授銀紫荊星章作出的回應 |                                                  |

## 成就

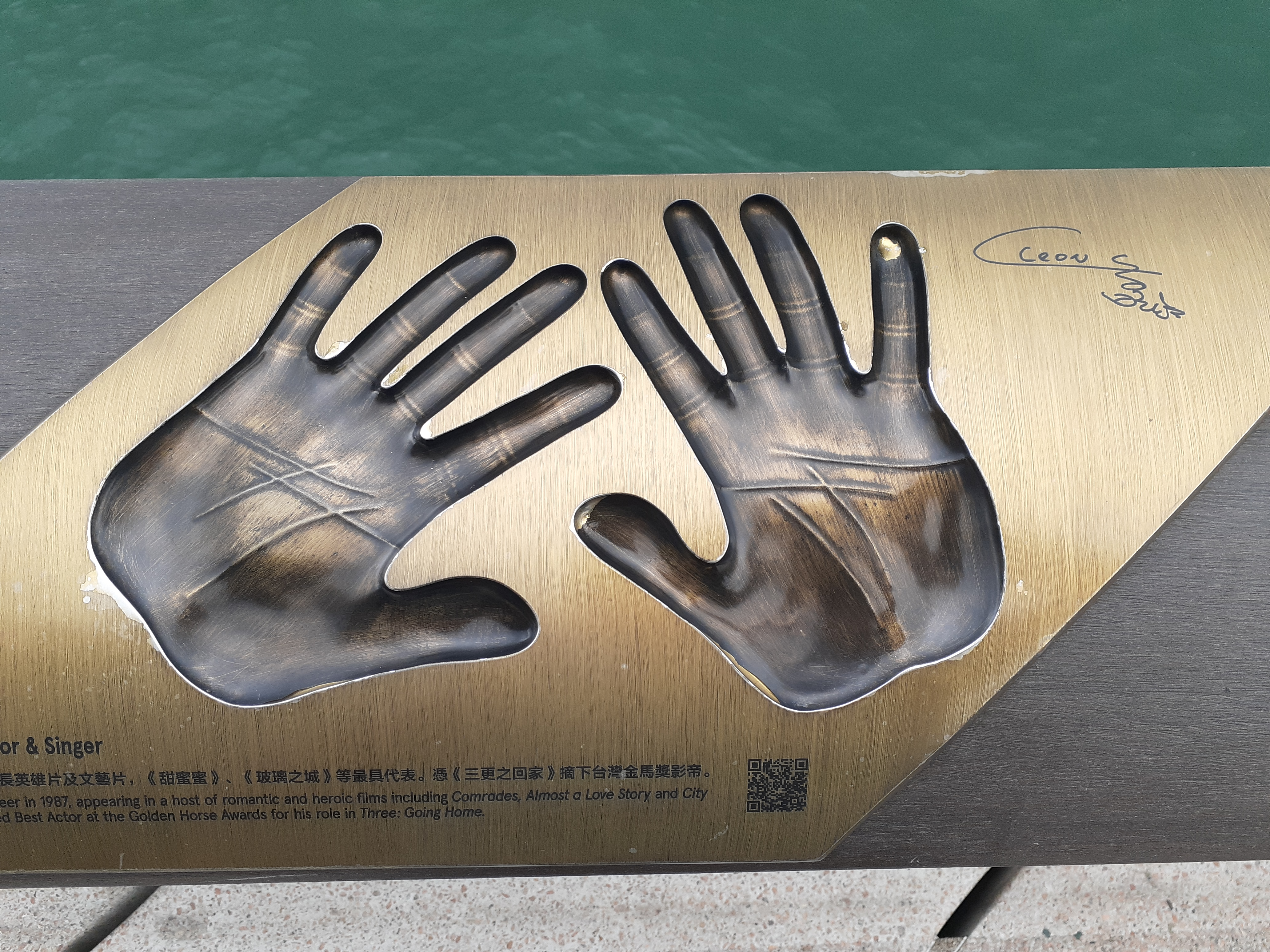
黎明於2007年獲香港星光大道嘉許並留下手印

截至1999年底，黎明曾獲得二百多個音樂獎項，包括連續9年獲得《十大中文金曲頒獎音樂會》十大中文金曲獎及3度獲得全球華人至尊金曲獎；憑歌曲〈那有一天不想你〉、〈情深說話未曾講〉、〈只要為我愛一天〉和〈我這樣愛你〉先後4度獲得勁歌金曲頒獎典禮金曲金獎，是歷年來獲得該獎項最多的歌手之一，以及在7年間獲得《叱咤樂壇流行榜頒獎典禮》的所有主要獎項，其後於1999年宣佈不再領取香港樂壇獎項。影視方面，黎明曾獲得多個電影和廣告獎項，包括於2002年憑電影《三更之回家》獲得金馬獎最佳男主角。此外，黎明是全球首個持有紅色聯合國通行證的華人，曾創下慈善活動受惠人數最多的健力士世界紀錄。1994年10月5日，美國三藩市政府將10月15日訂為三藩市的「黎明日」；10月16日訂為渥倫市的「黎明日」，以表彰黎明為當地的老人中心及華人服務社籌款。1998年，黎明獲選為「香港十大傑出青年」，並先後於2003年獲授榮譽勳章；2009年獲授銅紫荊星章；2019年獲授銀紫荊星章。

## 影響力

### 流行文化
黎明於1990年代初憑電視劇和音樂作品打開知名度，他主演的電視劇被視為具有收視保證的作品，成為大眾焦點，電視台曾先後多次播放他主演的作品，借助他的人氣來爭取收視。黎明主唱的多首歌曲具有高傳唱度，在多年後仍然被視為金曲，他以前所屬的唱片公司常趁勢推出黎明的精選輯圖利。1990年代中後期，黎明與雷頌德合作，將香港的電子音樂提升到國際水平，掀起了中文電子舞曲的潮流。1997年，黎明以牛仔褲造型演出純綿品牌廣告，廣告在韓國播出後，掀起了牛仔褲熱潮，當地的牛仔褲銷量在三個月內上升超過港幣五千萬元營業額，二十多個牛仔褲品牌爭相以黎明宣傳的純綿品牌來生產旗下產品。傳媒指韓國的娛樂公司在培訓當地藝人時，曾參考香港藝人的衣著造型，而部份韓國藝人的髮型和服裝跟黎明早年的造型相同。出生於北京的黎明，在談理論時混合了普通話和廣東話文法，被傳媒形容為「金句王」，部份詞句更成為流行語。黎明自1993年開始與電訊公司長期合作，主唱廣告歌曲及演出廣告，自此，廣告歌曲與流行歌曲的商業結合，成為香港流行樂壇往後的一個經營模式，而結合歌手形象的廣告製作概念亦成為了當時的創新潮流，評論認為黎明昔日的作品，是1980年代和1990年代出生的人的集體回憶。

### 大眾追隨
1990年代初，黎明被視為偶像派歌手，傳媒於1992年視他為香港最受歡迎的四名男歌手之一，統稱「四大天王」並廣泛流傳。黎明的歌迷及影迷主要來自香港、亞洲和全球華人社區，前南韓總統盧武鉉於2003年在清華大學的演講亦提及黎明是韓國家喻戶曉的藝人。報導指歌迷及影迷對黎明的喜愛達到瘋狂程度，曾有歌迷為了支持黎明，以透支消費形式搜購一切有關黎明的商品及送禮物給黎明，最後因欠債無法償還而自殺。除了收集黎明的照片、剪報、參加歌迷會活動外，有人為了與黎明見面，甘願到電視城或偏僻的拍攝地點守候數小時，不少女性視黎明為交往或結婚對象，也有不少人願意為他生育子女及終生等待他。傳媒表示在任何的頒獎禮上皆可感受到黎明歌迷團的氣勢，他們的瘋狂表現更甚於張國榮和譚詠麟年代的追星族。2016年，黎明在演唱會牌照問題的危機處理表現獲得各界人士的認同和讚賞，一度形成俗稱「黎明效應」的社會效應。有歌迷表示黎明能使人成長，他們認為黎明與歌迷之間是互相陪伴的關係，並表示在有生之年仍會追隨黎明。監製林肯認為黎明的說話有智慧而且有一套思維模式，能夠帶給年輕人心靈慰藉。
|                                          | 名與利不能夠帶入棺材，但有些東西是不用等到入棺材才知道的，就是我有一班永遠支持我的歌迷。 |
| ——黎明宣佈退出香港樂壇頒獎禮時發表的言論 |                                                                                          |

## 作品

### 音樂作品

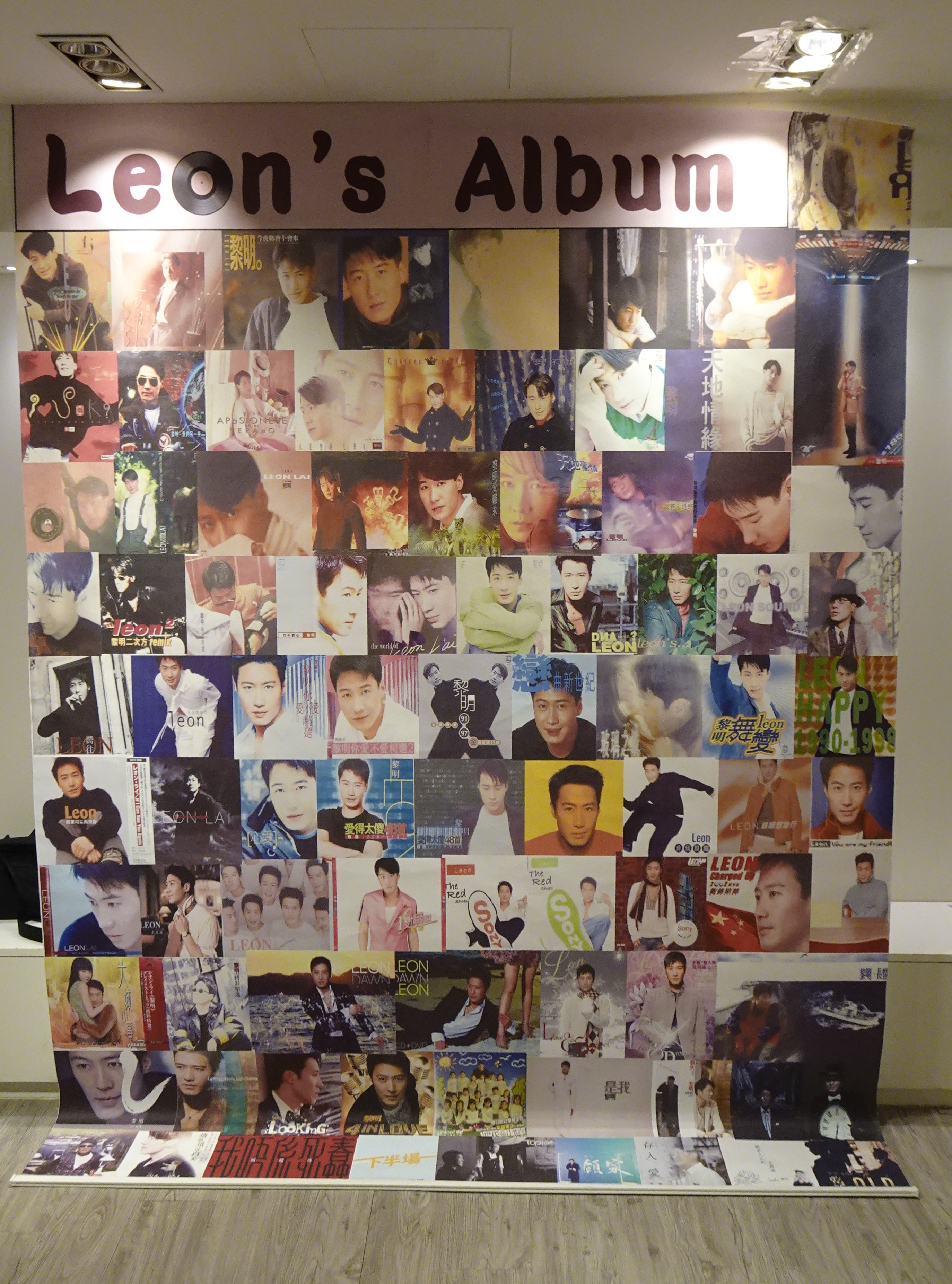
黎明歷年來的音樂作品

1980年代，黎明曾主唱電視劇歌曲，他在1990年加盟寶麗金後開始發行音樂專輯，早期的專輯以雷射唱片、黑膠唱片和卡式錄音帶形式推出，後來以雷射唱片為主，他認為每張專輯都要有新元素帶給聽眾，因此在專輯籌備前參與工作會議並提出意見。

### 影視作品
黎明早年的影視作品以電視劇和電影為主，透過電視頻道、電影院播出，部份作品以錄影帶形式在香港或海外地區發行，他在1990年代開始除了演出電影和電視劇，亦參演音樂特輯、音樂劇、電台廣播劇、網路劇等，《搶紅》是他首次執導的電影。此外，黎明在1993年至2005年間，連續12年與電訊公司合作，拍攝一系列的電視廣告，並參與構思廣告情節，例如到新西蘭300米高的吊橋親自演出笨豬跳等，這一系列的廣告以短篇劇場形式製作，內容包含劇情和歌曲，時長數分鐘，於香港所有電視頻道的黃金時段同步播出。2016年，黎明與《100毛》合作拍攝咖啡品牌的網上廣告，廣告在首播後的24小時內錄得接近300萬瀏覽人次，打破香港本地網上廣告的最高收看紀錄。

### 寫真集
1992年，黎明推出其個人寫真集《醉傾城》（英語：Impression），該寫真集由黃文熹攝影、余大鵬編輯，由貝斯廣告有限公司在香港及海外出版，其後於同年11月底在中國全國發行。《醉傾城》的製作概念源自於歌曲〈我來自北京〉，觸發投資者為黎明到中國大陸拍攝寫真集，另一方面，黎明一直都希望拍攝一本具有水準、製作認真的寫真集，他有感市面上有關他的攝影集，都是出版商在未得到他同意的情況下，以他平日出席出記者會的照片集成書推出，水準參差不齊，因此他在可以參與構思的情況下，答應拍攝寫真集。《醉傾城》於北京、上海取景拍攝，黎明在寫真集中以簡單的服裝示人，如泳裝、T恤、牛仔褲、普通衣褲和布鞋等，部份照片以黑白照呈現，讓讀者想起往事，配合黎明對北京的感情。黎明希望讀者透過這本寫真集了解他的背景及在北京渡過的童年歲月，同時亦希望讀者看到的不只是照片，而是一種感覺。截至1992年11月，《醉傾城》在香港售出三萬多本，是當時藝人寫真集的香港銷量紀錄保持者。

## 相關團體
黎明家族（前稱黎明Fun舍）（英語：Leon Family）成立於1991年6月21日，是全球唯一得到黎明允許以其名義成立的歌迷會，其後易名為「黎明家族」，並於1994年5月10日透過律師發表聲明宣佈成立黎明家族國際歌迷會。黎明家族以香港為總部，並先後於台灣、韓國、新加坡、美國、加拿大、日本、馬來西亞、泰國設立分會，除了為黎明助力，亦參與及舉辦公益活動，幫助有需要的人。

### 書籍
- 陳倩君. . 香港: 牛津大學出版社. 1997. ISBN 0195900642 （中文）.
- 黃湛森. . 香港: 香港大學. 2003-05: 151－179. ISBN 9780803999961 （中文）.
- 馮應謙. . 香港: 麥穗出版. 2004. ISBN 9889749025 （中文）.
- 陽翼、萬木春. . 中國: 暨南大學出版社. 2007-11: 231. ISBN 9787810799423 （中文（简体））.
- 清洪. . 香港: 紅出版. 2014-04-01: 193－196. ISBN 9789888223459 （中文）.
- 周耀輝、高偉雲. . 香港: 香港中文大學出版社. 2015. ISBN 9789629965877 （中文）.
- 林建岳. . 香港: 商務印書館（香港）有限公司. 2019. ISBN 9789620773471 （中文）.
- 馮邦彥. . 香港: 中華書局（香港）有限公司. 2022-06-24: 233－234. ISBN 9789888807000 （中文）.
- 雪姬. . 香港: 創意市集. 2023-01-13: 62－63. ISBN 9786267149515 （中文）.
- 陳嘉銘、吳子瑜、海邊欄. . 香港: 突破出版社. 2024-07. ISBN 9789888846078 （中文）.

### 文献
1. ↑  . 聯合晚報. 1998-04-07: 10  [2025-04-25]. （原始内容存档于2025-04-25） （中文（简体））.
2. ↑  唐寶妮. . 蘋果日報. 2014-01-08  [2023-04-24]. （原始内容存档于2021-09-02） （中文）.
3. ↑  . 晴報. 2019-08-30  [2023-12-17]. （原始内容存档于2019-12-29） （中文）.
4. ↑  梁慧琳. . 蘋果日報. 2016-05-09  [2018-12-29]. （原始内容存档于2018-11-09） （中文）.
5. ↑  . 澳門日報. 2022-12-04: C02  [2025-06-07]. （原始内容存档于2025-05-30） （中文）.
6. ↑  沈寶茜. . 太陽報. 1999-12-14  [2023-12-17]. （原始内容存档于2021-06-06） （中文）.
7. ↑  . 東方日報. 2010-09-25  [2023-12-11]. （原始内容存档于2010-09-25） （中文）.
8. ↑  . 新電視1072期. 1994-08-09  [2022-06-26]. （原始内容存档于2022-06-26） （中文）.
9. ↑  . 明報. 1994-11-14  [2022-06-26]. （原始内容存档于2022-06-26） （中文）.
10. ↑  . 電視日報. 1995-12-01  [2021-12-05]. （原始内容存档于2021-12-17） （中文）.
11. ↑  . 聯合晚報. 1995-12-01: 18  [2025-02-22]. （原始内容存档于2025-02-22） （中文（简体））.
12. ↑  . 香港公益金. 2023-01-04  [2023-01-04]. （原始内容存档于2022-12-11） （中文）.
13. ↑  依玲. . 明報. 1998-10-11  [2021-05-24]. （原始内容存档于2021-05-24） （中文）.
14. ↑  . 頭條日報. 2019-11-09  [2020-02-14]. （原始内容存档于2019-11-09） （中文）.
15. ↑  . 商業電台. 2020-12-11  [2023-12-11]. （原始内容存档于2021-06-05） （中文）.
16. ↑  周云森. . 香港01. 2023-11-29  [2023-12-11]. （原始内容存档于2023-12-11） （中文）.
17. ↑  . 大紀元. 2014-01-09  [2023-12-11]. （原始内容存档于2014-01-09） （中文）.
18. ↑  . 香港經濟日報. 2021-07-18  [2023-12-11]. （原始内容存档于2023-12-11） （中文）.
19. ↑  . 玉郎電視708期. 1991-05-05  [2022-02-02]. （原始内容存档于2022-02-02） （中文）.
20. ↑  . 北京晚報. 2005-12-03  [2018-12-28]. （原始内容存档于2018-12-28） （中文）.
21. ↑  Glen Peterson. . London: Routledge. 2011: 163－178. ISBN 9781136638572 （英语）.
22. ↑  Glen Peterson. 張茂榮翻譯 , 编. . 香港: 印尼民族建設基金會、香港印尼研究學社. 2016. ISBN 9789881492630 （中文）.
23. ↑  提文靜. . 中國新聞網. 2002-09-16  [2020-03-01]. （原始内容存档于2021-02-22） （中文（简体））.
24. ↑  . 新明日報. 1997-06-28: 14  [2025-02-08]. （原始内容存档于2025-02-08） （中文（简体））.
25. ↑  . 香港漢文師範同學會附屬學校. 1979  [2019-02-27]. （原始内容存档于2019-03-21） （中文）. 由下至上，第三行左四者是黎明
26. ↑  . 香港漢文師範同學會附屬學校. 1979  [2019-02-27]. （原始内容存档于2019-03-21） （中文）.
27. ↑  . 蘋果日報. 2012-05-14  [2018-12-29]. （原始内容存档于2018-12-29） （中文）.
28. ↑  . 聯合早報. 1997-09-01: 30  [2025-02-08]. （原始内容存档于2025-02-08） （中文（简体））.
29. ↑  . 聯合晚報. 1995-12-28: 10  [2025-02-09]. （原始内容存档于2025-02-09） （中文（简体））.
30. ↑  . 聯合晚報. 1997-01-18: 11  [2025-02-08]. （原始内容存档于2025-02-08） （中文（简体））.
31. ↑  . 新明日報. 1996-02-01: 17  [2025-02-08]. （原始内容存档于2025-02-08） （中文（简体））.
32. ↑  . 雜誌.   [2025-02-09]. （原始内容存档于2023-07-31） （中文）.
33. ↑  . 聯合晚報. 1995-12-29: 8  [2025-02-08]. （原始内容存档于2025-02-08） （中文（简体））.
34. ↑  . 東方日報. 2014-11-02  [2020-03-31]. （原始内容存档于2014-11-05） （中文）.
35. 1 2  . 華僑日報. 1985-08-24: 18  [2021-07-25]. （原始内容存档于2021-07-25） （中文）.
36. 1 2 3 4 5  何言. . 香港: 香港中和出版有限公司. 2015-08: 194－205，155－160. ISBN 9789888284979 （中文）.
37. ↑  . 明報. 1998-03-21  [2021-06-10]. （原始内容存档于2021-06-10） （中文）.
38. ↑  . 大公報. 1986-12-05: 21  [2022-04-17]. （原始内容存档于2022-04-17） （中文）.
39. ↑  楊清. . 香港電視: 28-29. 1990-02-22  [2021-06-10]. （原始内容存档于2021-06-10） （中文）.
40. ↑  . 三立新聞網. 2022-01-01  [2022-09-08]. （原始内容存档于2022-06-17） （中文）.
41. ↑  . 東方日報. 2007-01-10  [2022-09-08]. （原始内容存档于2022-09-08） （中文）.
42. ↑  阿吉. . 明報. 1995-10-03  [2022-06-17]. （原始内容存档于2022-06-17） （中文）.
43. ↑  騫平. . 明報. 2000-04-02  [2022-02-05]. （原始内容存档于2022-02-05） （中文）.
44. ↑  . 蘋果日報. 2009-08-30  [2018-12-28]. （原始内容存档于2018-12-28） （中文）.
45. ↑  . 東方日報. 2012-10-04  [2018-12-28]. （原始内容存档于2012-11-05） （中文）.
46. ↑  . 蘋果日報. 2012-10-08  [2024-05-15]. （原始内容存档于2024-05-15） （中文）.
47. ↑  . am730. 2018-04-24  [2018-12-28]. （原始内容存档于2018-12-28） （中文）.
48. ↑  . 聯合晚報. 1994-12-06: 10  [2025-01-31]. （原始内容存档于2025-01-31） （中文）.
49. ↑  . 聯合晚報. 1997-06-02: 17  [2025-02-01]. （原始内容存档于2025-02-01） （中文）.
50. ↑  吳炳強. . 聯合早報. 1994-12-09: 25  [2025-02-02]. （原始内容存档于2025-02-02） （中文（简体））.
51. ↑  林燕妮. . 報章. 1992  [2022-06-05]. （原始内容存档于2022-06-05） （中文）.
52. ↑  . 華僑日報. 1986-06-18: 17  [2024-01-04]. （原始内容存档于2024-01-04） （中文）.
53. ↑  . 華僑日報. 1986-07-14: 1  [2022-01-03]. （原始内容存档于2021-07-25） （中文）.
54. 1 2  . 華僑日報. 1987-10-19: 14  [2023-12-22]. （原始内容存档于2021-10-04） （中文）.
55. 1 2  戴思聰. . 香港: 花千樹出版有限公司. 2011-07: 75－107. ISBN 9620756126 （中文）.
56. ↑  朱耀偉. . 香港: 香港大學出版社. 2017: 112  [2023-12-25]. ISBN 9789888390588. （原始内容存档于2019-11-01） （英语）.
57. ↑  . 華僑日報. 1990-08-17: 20. （原始内容存档于2021-10-04） （中文）.
58. 1 2  黎明、賈偉南. . 黎明回憶錄. 1991  [2023-12-23]. （原始内容存档于2023-12-23） （中文）.
59. ↑  . 光華日報. 2010-07-19  [2018-12-31]. （原始内容存档于2018-12-31） （中文）.
60. ↑  . come back to love 80-90年代廣東歌. 2005-10-26  [2020-02-02]. （原始内容存档于2019-10-11） （中文）.
61. ↑  . 商業電台. 2020-07-05  [2022-05-24]. （原始内容存档于2022-03-18） （中文）.
62. ↑  黎明、賈偉南. . 黎明回憶錄. 1992  [2021-11-03]. （原始内容存档于2021-05-09） （中文）.
63. ↑  . 天天日報. 1991-01-30: 1  [2023-12-24]. （原始内容存档于2023-12-24） （中文）.
64. ↑  劉存孝. . 星島日報. 2019-01-04  [2021-05-14]. （原始内容存档于2019-10-07） （中文）.
65. ↑  . 大公報. 1991-02-02: 18  [2021-10-04]. （原始内容存档于2021-10-04） （中文）.
66. ↑  史順宜. . 香港01. 2017-08-09  [2018-12-31]. （原始内容存档于2019-01-01） （中文）.
67. ↑  . 大公報. 1991-08-13: 22  [2023-12-24]. （原始内容存档于2023-12-24） （中文）.
68. ↑  . 頭條日報. 2021-07-13  [2023-12-24]. （原始内容存档于2022-01-23） （中文）.
69. 1 2  Muzikland. . 香港: 非凡出版. 2020: 134. ISBN 9789888675517 （中文）.
70. ↑  . 大公報. 1991-07-07: 16  [2021-10-06]. （原始内容存档于2021-10-06） （中文）.
71. ↑  . 華僑日報. 1991-08-20: 13  [2023-12-26]. （原始内容存档于2023-12-26） （中文）.
72. ↑  王祖壽. . 民生報. 1991  [2021-06-15]. （原始内容存档于2021-05-30） （中文）.
73. ↑  . 蘋果日報. 2017-05-13  [2019-01-02]. （原始内容存档于2019-01-02） （中文）.
74. ↑  黎明、賈偉南. . 黎明回憶錄. 1992  [2022-02-02]. （原始内容存档于2022-02-02） （中文）.
75. ↑  . yuppiemusic.com. 2016-06-04  [2019-01-02]. （原始内容存档于2019-01-02） （中文）.
76. ↑  朱米高. . 千千闋歌與我常在. 2018-07-30  [2020-12-04]. （原始内容存档于2020-12-04） （中文）.
77. ↑  吳俊雄. . 香港: 三聯書店. 2021: 294－296. ISBN 962044695X （中文）.
78. ↑  劉存孝. . 星島日報. 2021-07-17  [2021-08-07]. （原始内容存档于2021-07-24） （中文）.
79. 1 2 3  關熙潮. . 香港: 香港中和出版有限公司. 2015-09: 160－163. ISBN 9789888284993 （中文）.
80. ↑  . 商業電台. 2020-10-06  [2022-12-27]. （原始内容存档于2021-06-05） （中文）.
81. ↑  朱耀偉. . 香港: 香港大學出版社. 2017: 113. ISBN 9789888390588 （英语）.
82. ↑  . 報章. 1994-01-18  [2021-06-16]. （原始内容存档于2021-06-16） （中文）.
83. 1 2  朱耀偉. . 香港: 三聯書店（香港）有限公司. 2009-09: 151－152，155－163. ISBN 9789620428807 （中文）.
84. ↑  林通賢. . 香港01. 2021-07-05  [2023-12-29]. （原始内容存档于2021-07-06） （中文）.
85. ↑  黃志華、朱耀偉. . 香港: 匯智出版有限公司. 2011-09: 268－271. ISBN 9789881961952 （中文）.
86. ↑  . 報章. 1995-04-27  [2024-01-07]. （原始内容存档于2022-02-09） （中文）.
87. ↑  . 大眾電視第1093期. 1996-04-05  [2024-01-07]. （原始内容存档于2021-06-13） （中文）.
88. 1 2  鍾樂偉. . Now新聞. 2016-05-05  [2019-01-04]. （原始内容存档于2018-11-16） （中文）.
89. ↑  . 報章. 1995  [2022-07-20]. （原始内容存档于2022-06-09） （中文（简体））.
90. ↑  . 大眾電視第1055期. 1995-07-15  [2022-07-20]. （原始内容存档于2020-12-26） （中文）.
91. ↑  . 新明日報. 1995-06-03: 11  [2025-02-22]. （原始内容存档于2025-02-22） （中文（简体））.
92. ↑  . 聯合晚報. 1995-06-04: 9  [2025-02-22]. （原始内容存档于2025-02-22） （中文（简体））.
93. ↑  陳善之、翟浩然. . 明報周刊. 2016-03-19  [2021-11-06]. （原始内容存档于2021-01-21） （中文）.
94. ↑  陳穎洪. . 香港電台. 2017-12-08  [2018-12-31]. （原始内容存档于2018-12-31） （中文）.
95. ↑  . 蘋果日報. 1996-05-16  [2024-01-07]. （原始内容存档于2023-01-21） （中文）.
96. ↑  . 星島日報. 2023-01-18  [2023-01-18]. （原始内容存档于2023-01-18） （中文）.
97. ↑  . 快報. 1997-08-27  [2024-01-13]. （原始内容存档于2024-01-13） （中文）.
98. 1 2 3  . 明報周刊. 2016-04-02  [2021-08-05]. （原始内容存档于2021-08-05） （中文）.
99. ↑  依玲. . 明報. 1998-03-24  [2021-08-03]. （原始内容存档于2021-08-03） （中文）.
100. ↑  . 聯合晚報. 1998-03-24: 10  [2025-04-24]. （原始内容存档于2025-04-24） （中文（简体））.
101. ↑  . 報章. 1998-08-02  [2024-01-19]. （原始内容存档于2022-03-13） （中文）.
102. ↑  . 東方新地. 1998-07  [2021-08-03]. （原始内容存档于2021-08-03） （中文）.
103. ↑  . 報章. 1998-07-05  [2022-03-09]. （原始内容存档于2022-03-09） （中文）.
104. ↑  Yiu-Wai Chu.  (PDF). Hong Kong: Hong Kong University Press. 2017-01-01: 211  [2021-10-30]. ISBN 9789888390588. （原始内容 (PDF)存档于2020-09-20） （英语）. Leon Lai's Korean song “After Loving You” reaches top 10 on Korean pop charts, the first time a Hong Kong singer has managed to achieve this.
105. ↑  . 聯合晚報. 1999-03-17: 12  [2025-04-27]. （原始内容存档于2025-04-27） （中文（简体））.
106. ↑  . 報章. 2000  [2022-02-07]. （原始内容存档于2022-02-04） （中文）.
107. ↑  . 羊城晚報. 1999-12-06  [2018-12-31]. （原始内容存档于2018-12-31） （中文（简体））.
108. 1 2  . 明報. 1999-12-14  [2021-08-05]. （原始内容存档于2021-06-06） （中文）.
109. ↑  . 東方日報. 1999-12-14  [2021-08-05]. （原始内容存档于2021-06-06） （中文）.
110. ↑  向樂高. . 香港01. 2017-08-29  [2019-03-10]. （原始内容存档于2018-11-10） （中文）.
111. ↑  洪曉璇. . 香港01. 2017-08-31  [2019-01-01]. （原始内容存档于2019-01-01） （中文）.
112. ↑  . 明報. 2025-07-17  [2025-07-17]. （原始内容存档于2025-07-17） （中文）.
113. ↑  王嘉政. . 香港01. 2017-06-30  [2019-12-12]. （原始内容存档于2018-11-10） （中文）.
114. ↑  . 明報周刊. 2016-04-23  [2024-01-20]. （原始内容存档于2024-01-20） （中文）.
115. ↑  . 蘋果日報. 2004-07-29  [2019-01-21]. （原始内容存档于2019-01-21） （中文）.
116. ↑  錢興強. . 中國新聞網. 2004-07-28  [2023-12-17]. （原始内容存档于2004-09-15） （中文（简体））.
117. ↑  . 大紀元時報. 2004-07-31  [2019-01-21]. （原始内容存档于2019-01-21） （中文）.
118. ↑  . 星島日報. 2004-10-11  [2022-03-29]. （原始内容存档于2019-07-27） （中文）.
119. ↑  . 蘋果日報. 2005-09-20  [2024-02-16]. （原始内容存档于2021-08-31） （中文）.
120. ↑  張祖銘. . 香港01. 2023-11-03  [2024-01-28]. （原始内容存档于2024-01-28） （中文）.
121. ↑  葉雪. . 蘋果日報. 2011-06-28  [2021-08-07]. （原始内容存档于2019-06-10） （中文）.
122. ↑  . 東方日報. 2016-11-22  [2021-08-07]. （原始内容存档于2019-06-16） （中文）.
123. ↑  . 明報. 2019-04-30  [2019-05-09]. （原始内容存档于2019-05-09） （中文）.
124. ↑  . 蘋果日報. 2019-10-31  [2021-08-08]. （原始内容存档于2019-11-11） （中文）.
125. ↑  . 香港經濟日報. 2021-08-08  [2021-08-08]. （原始内容存档于2021-08-08） （中文）.
126. ↑  . 香港經濟日報. 2022-01-06  [2024-01-31]. （原始内容存档于2022-01-06） （中文）.
127. ↑  . 明報. 2022-05-06  [2022-07-24]. （原始内容存档于2022-07-24） （中文）.
128. ↑  . 明報. 2022-06-21  [2024-02-16]. （原始内容存档于2024-02-16） （中文）.
129. ↑  . 頭條日報. 2022-09-18  [2022-09-18]. （原始内容存档于2022-09-18） （中文）.
130. ↑  . 成報. 1995  [2024-03-30]. （原始内容存档于2020-12-26） （中文）.
131. ↑  . 大眾電視1072期. 1995-11-11  [2024-03-30]. （原始内容存档于2020-12-28） （中文）. 黎明都將每個演唱會視為生命中的一個回憶，每個演唱會都代表一個事業的里程碑。
132. ↑  . 明報. 2022-12-19  [2024-03-30]. （原始内容存档于2022-12-21） （中文）.
133. ↑  . 信報. 2022-05-30  [2024-03-30]. （原始内容存档于2022-05-30） （中文）.
134. ↑  . 東方日報. 1997-12-02  [2024-03-30]. （原始内容存档于2021-01-10） （中文）.
135. ↑  . 快報. 1997-12-02  [2024-03-30]. （原始内容存档于2021-01-03） （中文）.
136. ↑  何言. . 香港: 香港中和出版有限公司. 2015-08: 158. ISBN 9789888284979 （中文）.
137. 1 2  劉靖之. . 香港: 商務（香港）印書館. 2013. ISBN 9620756126 （中文）.
138. ↑  林通賢. . 香港01. 2021-07-05  [2022-08-09]. （原始内容存档于2021-07-06） （中文）.
139. ↑  . 蘋果日報. 1996  [2022-08-09]. （原始内容存档于2021-06-13） （中文）.
140. ↑  . 華僑日報. 1985-07-10: 22  [2021-10-06]. （原始内容存档于2021-10-06） （中文）.
141. ↑  . 長春電影製片廠《電影世界》編輯部. 1992: 24  [2020-04-10]. （原始内容存档于2019-06-08） （中文）.
142. ↑  . 大眾電視. 1991-03-02  [2021-08-09]. （原始内容存档于2021-08-09） （中文）.
143. ↑  陳善之、翟浩然. . 明報周刊. 2015-11-07  [2022-08-27]. （原始内容存档于2020-09-17） （中文）.
144. ↑  . 華僑日報. 1986-07-15: 17  [2021-10-06]. （原始内容存档于2021-10-06） （中文）.
145. 1 2  . 100分雜誌. 1992-04-18  [2024-04-05]. （原始内容存档于2021-08-15） （中文）.
146. ↑  . 明報周刊. 2016-01-23  [2024-04-02]. （原始内容存档于2023-12-23） （中文）.
147. 1 2 3  . 電視劇雜誌. 2013-02-01  [2022-05-25]. （原始内容存档于2021-08-09） （中文）.
148. 1 2  . 雜誌. 1989  [2021-08-11]. （原始内容存档于2021-08-11） （中文）.
149. ↑  . 華僑日報. 1989-07-05: 14  [2021-10-06]. （原始内容存档于2021-10-06） （中文）.
150. ↑  . 華僑日報. 1987-07-28: 21  [2021-10-06]. （原始内容存档于2021-10-06） （中文）.
151. ↑  . 新浪全球新聞. 2011-12-07  [2020-04-04]. （原始内容存档于2019-10-15） （中文）.
152. ↑  . 明報. 2020-03-15  [2020-04-04]. （原始内容存档于2020-03-17） （中文）.
153. ↑  . 華僑日報. 1990-01-18: 21. （原始内容存档于2021-10-04） （中文）.
154. ↑  . 大公報. 1990-01-18: 18  [2022-09-17]. （原始内容存档于2022-09-17） （中文）.
155. ↑  . 蘋果日報. 2006-12-14  [2019-01-07]. （原始内容存档于2019-01-07） （中文）.
156. ↑  . 東方日報. 2006-12-14  [2019-01-07]. （原始内容存档于2019-01-07） （中文）.
157. ↑  . 華僑日報. 1989-11-26: 9  [2024-04-07]. （原始内容存档于2022-04-17） （中文）.
158. ↑  秦志鴻. . 香港01. 2021-07-13  [2021-08-11]. （原始内容存档于2021-07-13） （中文）.
159. ↑  . 蘋果日報. 2016-05-18  [2021-08-11]. （原始内容存档于2019-01-05） （中文）.
160. ↑  . 東方日報. 2017-06-05  [2019-01-05]. （原始内容存档于2019-01-05） （中文）.
161. ↑  . 新Mondy周刊. 2017-03-17  [2019-01-05]. （原始内容存档于2022-04-12） （中文）.
162. ↑  . 華僑日報. 1991-04-19: 13  [2021-10-07]. （原始内容存档于2021-10-07） （中文）.
163. ↑  . 華僑日報. 1991-06-11: 13  [2021-10-07]. （原始内容存档于2021-10-07） （中文）.
164. ↑  . 華僑日報. 1991-08-22: 13  [2021-10-07]. （原始内容存档于2021-10-07） （中文）.
165. ↑  . 華僑日報. 1991-12-24: 34  [2021-10-07]. （原始内容存档于2021-10-07） （中文）.
166. ↑  . 華僑日報. 1991-07-10: 13  [2021-10-07]. （原始内容存档于2021-10-07） （中文）.
167. ↑  . 太陽報. 2000-02-10  [2021-08-15]. （原始内容存档于2021-08-15） （中文）.
168. ↑  彭美施. . 快報. 1996-08-31  [2021-08-22]. （原始内容存档于2021-08-22） （中文）.
169. ↑  . 明報. 1996-11-11  [2020-04-06]. （原始内容存档于2020-09-09） （中文）.
170. ↑  於遠芳. . 中國: 時代文藝出版社. 2011-11-01: 155－159. ISBN 9787538738117 （中文）.
171. ↑  的灰. . 中國: 上海書店. 2007: 62、137、145. ISBN 7806786996 （中文）.
172. ↑  . 星島日報. 1997-04-17  [2020-04-06]. （原始内容存档于2020-09-09） （中文）.
173. 1 2 3  黃國恩. . 香港: 非凡出版. 2020-07: 187－188. ISBN 9789888676002 （中文）.
174. ↑  . 明報周刊. 2018-01-06  [2019-01-05]. （原始内容存档于2019-01-05） （中文）.
175. 1 2  . TVB周刊. 2009-09-07  [2021-08-29]. （原始内容存档于2021-08-29） （中文）.
176. ↑  魏君子. . 香港: 中華書局(香港)有限公司. 2019-05-01: 581－583. ISBN 9789888572496 （中文）.
177. ↑  葉建萍. . 東方日報. 1997-11-11  [2021-08-22]. （原始内容存档于2021-08-22） （中文）.
178. ↑  陶世安. . 人民網. 2000-10-15  [2020-04-06]. （原始内容存档于2019-06-11） （中文）.
179. ↑  鄭軍. . 中國: 百花文藝出版社. 2012-04-01. ISBN 9787530660096 （中文）. 韓港最新合拍科幻大片《天士夢》是耗資四千萬美金的科幻大製作，也是黎明進軍韓國影壇的處男作。
180. ↑  陳善之、翟浩然. . 明報周刊. 2016-04-09  [2021-08-30]. （原始内容存档于2021-08-30） （中文）.
181. ↑  . 東方日報. 2002-11-18  [2020-02-17]. （原始内容存档于2019-10-01） （中文）.
182. ↑  李焯桃. . 香港: 三聯書店（香港）有限公司. 2012-03: 200－203. ISBN 9789620431975 （中文）.
183. ↑  . 蘋果日報. 2016-04-26  [2019-01-09]. （原始内容存档于2019-01-09） （中文）.
184. ↑  . 台灣大紀元. 2008-11-27  [2020-04-07]. （原始内容存档于2020-04-07）.
185. ↑  . 明報. 2010-03-10  [2020-04-07]. （原始内容存档于2020-04-07） （中文）.
186. ↑  . 自由時報. 2009-11-26  [2019-02-25]. （原始内容存档于2019-02-25） （中文）.
187. ↑  . 東方日報. 2003-07-12: C4  [2021-08-30]. （原始内容存档于2021-08-30） （中文）.
188. ↑  . 大紀元. 2006-11-09  [2021-08-30]. （原始内容存档于2021-08-30） （中文）.
189. ↑  . 大紀元. 2012-08-08  [2020-05-14]. （原始内容存档于2020-05-14） （中文）.
190. ↑  . 東方日報. 2014-05-06  [2019-12-14]. （原始内容存档于2019-06-02） （中文）.
191. ↑  . 亞特蘭大新聞. 2017-03-24: B7  [2021-08-30]. （原始内容存档于2021-08-30） （中文）.
192. ↑  黎金良. . 香港新聞網. 2017-11-02  [2019-01-10]. （原始内容存档于2019-01-10）.
193. ↑  . 中時電子報. 2017-06-05  [2019-03-14]. （原始内容存档于2017-08-07） （中文）.
194. ↑  . 東方日報. 2017-05-13  [2019-03-14]. （原始内容存档于2017-05-16） （中文）.
195. ↑  . 明報. 2023-03-13  [2023-03-14]. （原始内容存档于2023-03-14） （中文）.
196. 1 2 3 4  編輯委員會. . 香港: 商務印書館(香港)有限公司. 2019: 69－74. ISBN 9789620773211 （中文）.
197. ↑  . 聯合晚報. 1997-02-03: 6  [2025-04-19]. （原始内容存档于2025-04-19） （中文（简体））.
198. ↑  . 東方日報. 1998-10-11  [2021-09-05]. （原始内容存档于2021-09-04） （中文）.
199. ↑  . 星島日報. 2008-07-05  [2020-02-28]. （原始内容存档于2019-08-18） （中文）.
200. ↑  . 明報. 1997-01-17  [2021-09-11]. （原始内容存档于2021-09-11） （中文）.
201. ↑  . 天天日報. 1994-01-07  [2023-04-07]. （原始内容存档于2023-04-07） （中文）.
202. ↑  . 蘋果日報. 2013-10-16  [2020-02-28]. （原始内容存档于2019-01-23） （中文）.
203. ↑  . 明報. 1995  [2021-11-04]. （原始内容存档于2021-11-04） （中文）.
204. ↑  . 天天日報. 1995-12-01  [2021-09-05]. （原始内容存档于2021-09-05） （中文）.
205. ↑  . 星島日報. 2015-01-04  [2020-02-28]. （原始内容存档于2019-02-16） （中文）.
206. ↑  何永寧. . 蘋果日報. 2005-06-18  [2020-02-28]. （原始内容存档于2019-01-13） （中文）.
207. ↑  . 成報. 2003-07-01  [2021-09-08]. （原始内容存档于2021-09-08） （中文）.
208. ↑  . 明報. 2019-10-11: C3  [2021-09-11]. （原始内容存档于2021-09-11） （中文）.
209. ↑  . 東方日報. 2007-06-28  [2020-04-08]. （原始内容存档于2020-04-08） （中文）.
210. ↑  . Yahoo娛樂圈. 2015-12-19  [2022-12-12]. （原始内容存档于2022-12-12） （中文）.
211. 1 2  曾錦程、劉昆祐. . 香港: 中華書局（香港）有限公司. 2017: 433－437, 675. ISBN 9789888488278 （中文）.
212. ↑  . 台北金馬影展.   [2020-02-18]. （原始内容存档于2018-10-08） （中文）.
213. ↑  . 東周刊. 1995-12-13  [2021-11-04]. （原始内容存档于2021-05-24） （中文）.
214. ↑  . 蘋果日報. 1995-12-11  [2021-05-24]. （原始内容存档于2021-05-24） （中文）.
215. ↑  . 新明日報. 1994-10-06: 19  [2025-02-04]. （原始内容存档于2025-02-04） （中文（简体））.
216. ↑  . 明報. 1994-10-06  [2023-04-14]. （原始内容存档于2023-04-14） （中文）.
217. ↑  . 國際青年商會香港總會.   [2019-01-18]. （原始内容存档于2018-08-09） （中文）.
218. ↑  . 明報. 2019-07-01  [2019-07-01]. （原始内容存档于2019-07-01） （中文）.
219. ↑  陳怡東. . 北京: 法律出版社. 2015: 第二章. ISBN 9787511880758 （中文）. 1990年因為TVB的電視劇和新出的唱片，黎明成為了樂壇的火熱男新人。不到一年香港就刮起黎明旋風
220. ↑  秦志鴻. . 香港01. 2021-07-13  [2021-07-14]. （原始内容存档于2021-07-13） （中文）.
221. ↑  . 蘋果日報. 2016-05-23: C04  [2021-09-25]. （原始内容存档于2021-09-25） （中文）.
222. ↑  . 東方日報. 2016-03-06  [2021-09-25]. （原始内容存档于2018-01-31） （中文）.
223. ↑  . 東方日報. 2005-10-21  [2021-09-26]. （原始内容存档于2019-02-24） （中文）.
224. ↑  . 明報. 2020-05-07  [2020-05-08]. （原始内容存档于2020-05-08） （中文）.
225. ↑  Jaguar. . 太陽報. 2004-01-14  [2019-01-01]. （原始内容存档于2019-01-01） （中文）.
226. ↑  . 聯合晚報. 1997-10-21: 10  [2025-04-18]. （原始内容存档于2025-04-18） （中文（简体））.
227. ↑  . 蘋果日報. 1997  [2022-03-02]. （原始内容存档于2022-03-02） （中文）.
228. ↑  . 東方日報. 2015-06-20  [2020-08-27]. （原始内容存档于2018-09-21） （中文）.
229. ↑  . 明報. 2016-03-15  [2021-09-26]. （原始内容存档于2021-09-26） （中文）.
230. ↑  . 香港經濟日報. 2020-08-28  [2021-09-26]. （原始内容存档于2021-09-26） （中文）.
231. ↑  黃國恩. . 香港: 非凡出版. 2020-07: 93－94. ISBN 9789888676002 （中文）.
232. ↑  陳惠珍. . 嶺南大學. 2018-05  [2021-09-26]. （原始内容存档于2021-09-25） （中文）. 此廣告爆紅的原因黎明及廣告歌原曲是八九十後青年人的集體回憶
233. ↑  . 東方日報. 2016-05-18  [2019-10-09]. （原始内容存档于2019-06-05） （中文）.
234. ↑  黃志淙. . 香港: 香港特別行政區政府民政事務局. 2007-01: 72－73. ISBN 9789620203664 （中文）.
235. ↑  TAE YOUNG KIM, DAL YONG JIN.  (PDF). International Journal of Communication. 2016, (10): 10  [2020-02-25]. （原始内容 (PDF)存档于2020-02-25） （英语）. Also, our youngsters are fond of Chinese movie stars like Zhang Yimou, Gong Li, and Leon Lai.
236. ↑  . 新明日報. 2000-01-31: 2  [2025-04-26]. （原始内容存档于2025-04-26） （中文（简体））.
237. ↑  . 聯合晚報. 2000-01-31: 9  [2025-04-26]. （原始内容存档于2025-04-26） （中文（简体））.
238. ↑  . 華僑日報. 2021-09-28: 24. （原始内容存档于2021-09-28） （中文）.
239. ↑  . 大公報. 1991-08-09: 20. （原始内容存档于2021-09-28） （中文）.
240. ↑  . 新報. 1995. （原始内容存档于2021-09-28） （中文）.
241. ↑  鄺小燕. . 香港: 廣州出版社. 1993  [2021-09-28]. ISBN 7805920060. （原始内容存档于2021-09-28） （中文（简体））.
242. ↑  . 明報. 1995. （原始内容存档于2021-09-28） （中文）.
243. ↑  徐緣. . 香港: 白卷出版社. 2016-07: 87－89. ISBN 9789887711919 （中文）.
244. ↑  陸偉聰. . 香港獨立媒體網. 2016-05-17  [2021-09-28]. （原始内容存档于2019-01-19） （中文）.
245. ↑  . 香港經濟日報. 2011-11-09  [2011-11-09]. （原始内容存档于2021-11-09） （中文）.
246. ↑  趙允琳. . 香港01. 2011-11-08  [2011-11-08]. （原始内容存档于2011-11-08） （中文）.
247. ↑  . 香港01. 2021-10-18. （原始内容存档于2021-10-18） （中文）.
248. ↑  . 香港經濟日報. 2022-09-12  [2022-09-13]. （原始内容存档于2022-09-13） （中文）.
249. ↑  陳怡東. . 中國: 法律出版社. 2015. ISBN 9787511880758 （中文）.
250. ↑  . 大眾電視. 1993  [2022-01-15]. （原始内容存档于2022-01-15） （中文）.
251. ↑  朱侶. . 華僑日報. 1991-07-21: 16  [2021-10-07]. （原始内容存档于2021-10-07） （中文）.
252. ↑  . 華僑日報. 1991-09-03: 13  [2021-10-07]. （原始内容存档于2021-10-07） （中文）.
253. ↑  . 頭條日報. 2017-05-16: 47  [2021-11-14]. （原始内容存档于2021-10-07） （中文）.
254. ↑  . 東方日報. 2016-12-11  [2021-05-08]. （原始内容存档于2021-05-08） （中文）.
255. ↑  . 晴報. 2019-11-01  [2021-05-08]. （原始内容存档于2021-05-08） （中文）.
256. ↑  . 明報. 1997-04-24  [2022-03-06]. （原始内容存档于2022-03-06） （中文）.
257. ↑  . 太陽報. 2009-06-22  [2020-02-29]. （原始内容存档于2020-02-29） （中文）.
258. ↑  凌羽一博士. . 香港: 天窗出版社有限公司. 2017: 19－20, 101－104. ISBN 9888395491 （中文）.
259. ↑  袁曉君. . 香港01. 2016-05-15  [2019-01-11]. （原始内容存档于2019-01-12） （中文）.
260. ↑  吳博林. . 香港: 天窗出版社有限公司. 2017: 24－38. ISBN 9888395343 （中文）.
261. ↑  . 香港城市大學圖書館. 2022  [2024-12-29]. （原始内容存档于2024-08-11） （中文）.
262. ↑  . 澳門日報. 1992-11  [2024-12-29]. （原始内容存档于2024-12-29） （中文）.
263. 1 2  黃美燕. . 聯合晚報. 1992-07-13: 10  [2024-12-29]. （原始内容存档于2024-12-29） （中文（简体））.
264. ↑  黃美燕. . 聯合晚報. 1992-10-07: 12  [2024-12-27]. （原始内容存档于2024-12-27） （中文（简体））.
265. ↑  黃美燕. . 聯合晚報. 1992-10-04: 8  [2024-12-27]. （原始内容存档于2024-12-27） （中文（简体））.
266. ↑  黃美燕. . 聯合晚報. 1992-10-04: 14  [2024-12-27]. （原始内容存档于2024-12-27） （中文（简体））.
267. ↑  . 大公報. 1992-11-17  [2024-08-11]. （原始内容存档于2024-08-11） （中文）.
268. ↑  . 華僑日報. 1991-06-13: 20  [2025-08-09]. （原始内容存档于2021-06-26） （中文）.
269. ↑  . 明報. 1994-05-10  [2025-08-09]. （原始内容存档于2023-04-08） （中文）.
270. ↑  . 快報. 1994-05-01  [2025-08-09]. （原始内容存档于2023-04-09） （中文）.
271. ↑  梁碧瑤. . 聯合晚報. 1994-05-10: 11  [2025-08-09]. （原始内容存档于2025-02-04） （中文（简体））.
272. ↑  . 1997  [2025-08-09]. （原始内容存档于2021-05-18） （中文）.
273. ↑  . 音樂雜誌. 1993  [2025-08-09]. （原始内容存档于2021-05-18） （中文）.

## 外部連結
- 黎明的Facebook專頁
- 黎明的新浪微博
- 黎明的Instagram帳戶
- 黎明的X（前Twitter）
- 黎明在香港影庫上的簡介